# Congreso del Estado de Tabasco
El Congreso del Estado Libre y Soberano de Tabasco es la asamblea de diputados en la que se deposita el Poder Legislativo del Estado de Tabasco, México, y es uno de los tres poderes que conforman el poder público en el estado. La asamblea tiene como sede el edificio llamado Cámara de Diputados, que es el Recinto del Poder Legislativo localizado frente a la Plaza de Armas, en el centro histórico de la ciudad de Villahermosa, capital del estado.
El Congreso del Estado de Tabasco, está conformado por 35 miembros, de los cuales 21 son de mayoría relativa y 14 de representación proporcional, y al igual que los demás Congresos de las entidades federativas que conforman México, es unicameral.

## Historia

#### Diputación provincial colonial
La historia de las actividades legislativas en Tabasco inicia en 1810 cuando el presbítero José Eduardo de Cárdenas fue elegido como diputado por Tabasco ante las Cortes de Cádiz, España, siendo el primer Diputado por Tabasco. Ahí, el 24 de julio de 1811, presentó una Memoria en favor de la provincia de Tabasco en la que exponía la situación de abandono en que se encontraba la provincia de Tabasco y en la que por este motivo, protestaba contra las autoridades virreinales y mostraba las posibles soluciones como: educación gratuita, creación de sociedades agrícolas, creación de ayuntamientos por elección popular y la división del gobierno en tres poderes: Ejecutivo, Legislativo y Judicial. Posteriormente, el 1 de agosto de 1811 junto con otros 33 diputados, presetó la Exposición de Motivos de la Guerra de Independencia, en la cual se exponían los motivos que habían dado origen a la guerra de Independencia iniciada en México, proponiendo medidas de pacificación.

#### Primera diputación provincial del estado de Tabasco
Ya en la época independiente, el 21 de agosto de 1822, Manuel Crescencio Rejón, quien era Diputado por Yucatán, propuso que Tabasco contara con una diputación provincial y que  se estableciera en San Juan Bautista de Villahermosa y el 9 de septiembre esta propuesta fue turnada al comité correspondiente. El 2 de noviembre de 1822 La Junta Nacional Instituyente creada por Iturbide al disolver el Congreso, dispuso que Tabasco tuviese su Diputación provincial, emitiendo el correspondiente decreto, y Tabasco tenía organizada su diputación provincial en abril de 1823, hecho que se consumó al publicarse la Ley electoral para los comicios de diputados al Segundo Congreso Constituyente de la Nación el 17 de junio de 1823, fecha en la que Tabasco queda separado definitivamente de Yucatán. Las elecciones se realizaron el 30 de noviembre de ese año y resultaron ganadores para integrar la primera diputación provincial de Tabasco Antonio de Serra y Aulet, Francisco Puig, Nicanor Hernández Bayona, Pedro López, y los sacerdotes José María Cabral y Felipe Prado. La Diputación se instaló el 1 de enero en la Casa Consistorial
Al convocarse el Congreso Constituyente de la Nación en 1823, participó por Tabasco, don José María Ruiz de la Peña, quien el 29 de enero de 1824, señaló que la provincia de Tabasco, se pronunciaba a favor de la Federación, y que "Tabasco contaba con los requisitos para convertírse en uno de los estados de la nueva nación, como población, agricultura y comercio.". Después de someterse a votación, el pleno aprobó la solicitud convirtiéndose Tabasco el 31 de enero de 1824 en un Estado libre y soberano, al promulgarse el Acta Constitutiva de la Federación Mexicana.
El 7 de febrero de 1824 Tabasco es admitido oficialmente como el estado número 13 fundador de la nueva República Federal, y el Congreso Constituyente de la Nación notifica la autorización para que Tabasco conforme su Congreso Local.

#### Congreso Constituyente
El Primer Congreso del estado libre, independiente y soberano de Tabasco se estableció el 3 de mayo de 1824, y posteriormente se erigió en Congreso Constituyente, para elaborar y sancionar el 5 de febrero de 1825, la primera Constitución Política del estado de Tabasco, la cual fue promulgada el 26 de febrero de ese mismo año. Siendo Tabasco el cuarto estado del país en contar con una Constitución Política.
El segundo Congreso Constituyente se instaló en 1857, y elaboró una nueva Constitución local, el 5 de febrero de ese año, siendo sancionada por el gobernador Victorio Victorino Dueñas el 15 de septiembre de 1857.
En el año de 1919, la XXVI Legislatura local se erigió en el tercer Congreso Constituyente, el cual elaboró el 5 de febrero de ese año, la Constitución que rige hasta nuestros días, y que fue sancionada y promulgada por el gobernador Carlos Greene el 5 de abril de ese año.

### Conflictos y desaparición de poderes
A lo largo de la historia de Tabasco, el Congreso del estado ha sido escenario de disputas y conflictos algunas veces con el gobernador del estado y en otras ocasiones con el presidente de la República o con el Congreso General.
En 1827 el gobernador federalista Agustín Ruiz de la Peña entró en conflicto con el Congreso local de mayoría centralista, por lo que el gobernador desconoció al Congreso y se instaló en Cunduacán junto con los diputados afines a él. Por lo anterior, la mayoría de los diputados centralistas desconocieron al gobernador Ruiz de la Peña destituyéndolo del cargo y ordenando su apreensión. 
El 13 de febrero de 1841, en protesta por el centralismo imperante en el país, y por las sanciones impuestas al estado por parte del Presidente Anastasio Bustamante debido al triunfo federalista en Tabasco, el Congreso del estado integrado por los diputados de la VIII Legislatura: Manuel Zapata (Presidente), Joaquín Burelo (secretario), Antonio Bordas, José María Maldonado y Pedro Antonio Díaz, decretó la separación de Tabasco de México, y la proclamación de la República de Tabasco. Por lo que el Congreso local asumió las facultades del Congreso General, y le otorgó al gobernador José Víctor Jiménez las facultades de Presidente de la República, además de crear tres secretarías: la de Gobernación y Relaciones a cargo de Don Joaquín Crescencio Rejón, la de Hacienda a cargo de Don Carlos Serra, y la de Guerra y Marina a cargo del General Ignacio Martínez de Pinillos.
De 1841 a 1847 existieron en el estado varios alzamientos militares. Primero en 1843 el derrocamiento del gobernador Francisco de Sentmanat, posteriormente la guerra entre federalistas y centralistas desembocó en una nueva separación de Tabasco de México el 14 de noviembre de 1845. Finalmente a principios de octubre se daría la Intervención estadounidense en Tabasco y los días 25 y 26 se realizaría la Primera Batalla de Tabasco entre el ejército tabasqueño y el estadounidense. Por todo lo anterior, la IX Legislatura permaneció en funciones por 6 años.
En 1856 se da un nuevo conflicto entre el Congreso local y el gobierno federal ante la negativa del Congreso de aceptar al nuevo gobernador nombrado por el presidente Ignacio Comonfort, ante esto el Coronel Francisco de Velázquez se alza en armas por orden del Presidente.
En 1858, ante la negativa del Congreso de Tabasco de aceptar al nuevo gobernador nombrado por el presidente Félix Zuloaga, el Coronel Francisco de Velázquez se alza nuevamente en armas por orden del Presidente derrocando al gobernador.
El 24 de marzo de 1887, el Congreso General declara la desaparición de poderes en Tabasco, debido a que el Congreso del Estado no quiso obedecer los mandamientos del presidente Porfirio Díaz para nombrar como gobernador del estado al general Abraham Bandala Patiño.
El 9 de marzo de 1919, pretextando fraude electoral en favor del general Carlos Greene, seguidores del general Luis Felipe Domínguez instalaron un Congreso alterno que sesionó en Amatitán, Jonuta, el cual nombró como gobernador a Luis Felipe Domínguez, existiendo del 9 de marzo al 30 de diciembre dos Congresos locales y dos gobernadores.
El 6 de abril de 1920, el Congreso del Estado desconoció a Venustiano Carranza como Presidente de México y apoyó al General Álvaro Obregón.
El 28 de octubre de 1920, un escolta del gobernador Carlos Greene penetró en el Congreso del estado asesinando a varios diputados, entre ellos a Guillermo Escoffié, por lo que el Senado de la República declaró desaparecidos los poderes en el estado y el general Greene fue destituido del gobierno y hecho prisionero. El Senado de la República nombró como gobernador interino a Primitivo Aguilar Suárez, sin embargo, el Congreso de Tabasco se reveló y rechazó la intromisión del Senado de la República en asuntos internos del Estado, nombrando gobernador del estado a Tomás Garrido Canabal, quien gobernó desde Jonuta, existiendo en ese período dos gobernadores.
El 18 de julio de 1935 el Congreso de la Unión declaró la desaparición de poderes en el estado, debido a los múltiples y violentos enfrentamientos ocasionados por las protestas de los enemigos de Tomás Garrido y del gobernador Manuel Lastra Ortíz, que dejaron un saldo de 80 heridos y dos fallecidos, aunadas a las diferencias del Presidente Lázaro Cárdenas y seguidores de Plutarco Elías Calles. Un año después, el 15 de mayo de 1936 se restablece la Cámara de Diputados, después de efectuarse las elecciones para su renovación.

### Sedes del Congreso
El Congreso de Tabasco ha tenido varias sedes a lo largo de su historia. La primera sede fue la Casa Consistorial en donde se instaló la primera Diputación Provincial el 1 de enero de 1824, y que fue la sede de los Congresos locales hasta marzo de 1881, cuando el gobernador José Francisco de Lanz y Rolderat inauguró el nuevo Palacio del Poder Legislativo que se construyó en donde estuvo el cuartel "El Principal".
La tercera y actual sede del Poder Legislativo del estado, fue inaugurada por el presidente José López Portillo, y el gobernador Leandro Rovirosa Wade el 6 de septiembre de 1979, frente a la Plaza de Armas de Villahermosa, catalogado en esa época como el mejor recinto legislativo del sureste. En 1988, el artista plástico tabasqueño, Daniel Ponce Montuy comenzó a pintar el Mural “Heredarás el Universo”, inaugurado en 1991.

## Integración de la Cámara
De acuerdo con la Constitución Política estatal vigente, se eligen 21 diputados votados por el principio de votación denominado mayoritaria relativa quedando cada uno de los distritos uninominales integrado por un diputado propietario y un suplente, y 14 diputados por el principio de representación proporcional.
Las bases para determinar el número de diputados al Congreso local, prescritas en las Constituciones locales y en sus reformas, han variado a lo largo de la historia. Así en la primera Constitución local de 1825 se dispuso que hubiese uno por cada Ayuntamiento de partido; después en la Constitución Centralista de 1831 se determinó que fueran nueve. Posteriormente, en las reformas de 1850 se decidió que fueran uno por cada partido. 
En la Constitución local de 1857 se volvió a cambiar el número de diputados estableciéndose siete. Para las reformas constitucionales de 1883 y 1890 se regresó de nueva cuenta a que fueran nueve. Para la Constitución de 1914 se determinó que debiera existir un diputado por cada 10 mil habitantes, y finalmente, en la Constitución vigente de 1919, se establece que deben ser por lo menos 15 y al fin tantos cuantos distritos uninominales haya, más los de representación proporcional que señalare la ley.

## Requisitos para ser diputado
Los requisitos para ser electo diputado también se han ido modificando a través de los años. En la primera Constitución promulgada en 1825 se especificaba que además de ser ciudadano en ejercicio de sus derechos, era indispensable tener 25 años, edad que fue reducida después a 21 en 1919; mientras que en 1825 el candidato debía ser originario de la entidad con residencia en ella de cinco años, esto se cambió a cuatro años en 1831; para dejarlo en solo ser mexicano con vecindad de cuatro años en 1850; en la Constitución de 1857 se cambió a solo dos años; y finalmente en la Constitución actual que data de 1919 se especifica que es necesario radicar en la entidad seis meses consecutivos.
Si el candidato no se fuese tabasqueño por nacimiento, entonces las Constituciones locales de 1825 y 1831 especificaban que se requerían por lo menos ocho años de residencia, esto bajó a cuatro en 1850, después en la Constitución de 1857 se determinó que fueran solo dos años, para nuevamente cambiarse en las Constituciones de 1883, 1890 y 1914 en las que se estipulaba un mínimo de seis años. Posteriormente, en la Constitución de 1919, que es la vigente al día de hoy, este requisito se cambió a solo seis meses consecutivos y cinco años.
Además de lo anterior, antes de la Constitución de 1857, era necesario ser propietario de bienes raíces y percibir rentas anuales por montos que la ley especificaba.
En resumen, según el Artículo 15 de la Constitución local actual que data de 1919, para ser diputado se requiere "ser ciudadano mexicano nativo de la entidad o con residencia en ella no menor de cinco años, tener 21 años cumplidos, no estar en servicio activo en ninguna de las fuerzas armadas ni en el gobierno, y no ser ministro de culto religioso alguno."

## La elección de diputados
La forma de elegir a los diputados también a cambiado con el tiempo, en la Constitución de 1825 se especificaba que la elección de los diputados la realizarían las juntas electorales del Estado. Esto cambió en 1831 cuando se determinó que las realizarían las juntas municipales. Las elecciones fueron de forma indirecta de 1825 hasta 1914 y finalmente en las reformas revolucionarias de 1914 se determinó que fueran por voto directo, lo que prevalece desde entonces.

## Legislaturas
El periodo que un Diputado ejerce el cargo al que fue elegido es de 3 años y es llamado Legislatura y tiene un número consecutivo. En el caso de Tabasco, existen dos períodos a partir de los cuales se inicia el número de la Legislatura, el primero durante el periodo comprendido entre la promulgación de la Constitución de 1825 y la Constitución de 1857, cuando las asambleas legislativas no eran numeradas como Legislaturas, sino como Congresos Constitucionales, y el segundo a partir 1857, cuando se inicia nuevamente la numeración con la primera Legislatura. Cada legislatura se instala en el mes de septiembre del año de su elección y termina su periodo después de haber transcurrido 3 años. 
Existen algunos años en los que no se instaló la Legislatura por motivos de guerras o revueltas militares que impidieron ya sea la realización de elecciones o la instalación del Congreso.
| Legislatura | Periodo   |
| ----------- | --------- |
| I           | 1857-1859 |
| II          | 1859-1861 |
| III         | 1867-1869 |
| IV          | 1869-1871 |
| V           | 1871-1873 |
| VI          | 1873-1875 |
| VII         | 1875-1877 |
| VIII        | 1877-1879 |
| IX          | 1879-1880 |
| X           | 1881-1883 |
| XI          | 1883-1885 |
| XII         | 1885-1887 |
| XIII        | 1887-1889 |
| XIV         | 1889-1891 |
| XV          | 1891-1893 |
| XVI         | 1893-1895 |
| XVII        | 1895-1897 |

| Legislatura | Periodo   |
| ----------- | --------- |
| XVIII       | 1897-1899 |
| XIX         | 1899-1901 |
| XX          | 1901-1903 |
| XXI         | 1903-1905 |
| XXII        | 1905-1907 |
| XXIII       | 1907-1909 |
| XXIV        | 1909-1911 |
| XXV         | 1911-1913 |
| XXVI        | 1914      |
| XXVI (bis)  | 1917-1921 |
| XXVII       | 1921-1923 |
| XXVIII      | 1923-1925 |
| XXIX        | 1925-1927 |
| XXX         | 1927-1929 |
| XXXI        | 1929-1931 |
| XXII        | 1931-1933 |
| XXXIII      | 1933-1935 |

| Legislatura | Periodo   |
| ----------- | --------- |
| XXXIV       | 1936-1937 |
| XXXV        | 1937-1939 |
| XXXVI       | 1939-1941 |
| XXXVII      | 1941-1943 |
| XXXVIII     | 1944-1947 |
| XXXIX       | 1947-1950 |
| XL          | 1950-1953 |
| XLI         | 1953-1956 |
| XLII        | 1956-1959 |
| XLIII       | 1959-1962 |
| XLIV        | 1962-1965 |
| LXV         | 1965-1968 |
| LXVI        | 1968-1971 |
| XLVII       | 1971-1973 |
| XLVIII      | 1974-1976 |
| XLIX        | 1977-1979 |
| L           | 1980-1982 |

| Legislatura | Periodo   |
| ----------- | --------- |
| LI          | 1983-1985 |
| LII         | 1986-1988 |
| LIII        | 1989-1991 |
| LIV         | 1992-1994 |
| LV          | 1995-1997 |
| LVI         | 1998-2000 |
| LVII        | 2001-2003 |
| LVIII       | 2004-2006 |
| LIX         | 2007-2009 |
| LX          | 2010-2012 |
| LXI         | 2013-2015 |
| LXII        | 2016-2018 |
| LXIII       | 2018-2021 |
| LXIV        | 2021-2024 |
| LXV         | 2024-2027 |